# Siccyna
Siccyna é um gênero de traça pertencente à família Arctiidae.